# Gerhard Lasson

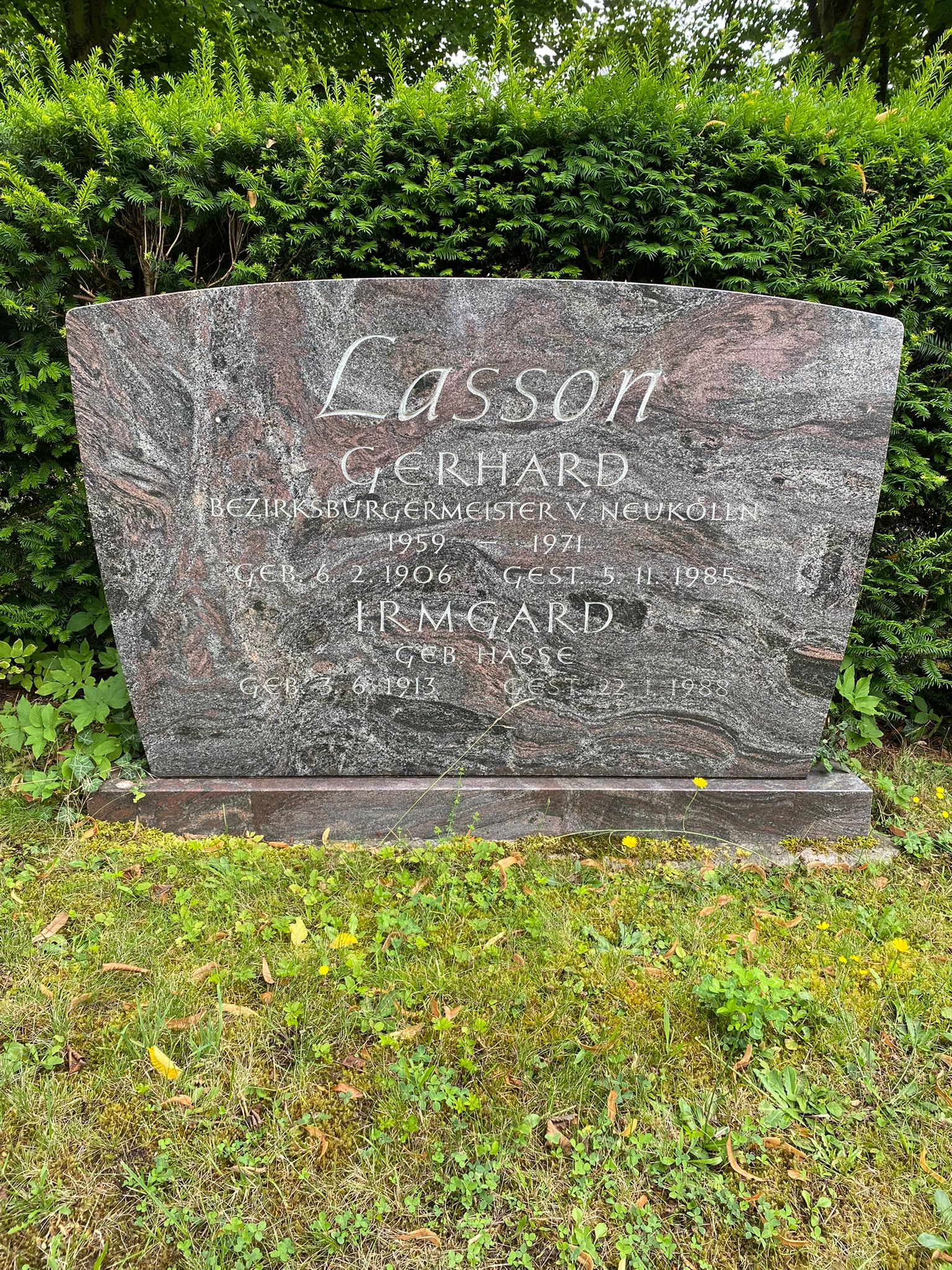
Grabstätte auf dem Friedhof Koppelweg

Gerhard Lasson (* 6. Februar 1906; † 5. November 1985) war Bezirksbürgermeister von Berlin-Neukölln (SPD).
Im Jahr 1947 wurde Lasson zum Leiter des Büros der Berliner Senatskanzlei ernannt und war persönlicher Referent der Berliner Bürgermeisterin Louise Schroeder. Im Jahr 1953 wurde er Stadtrat für Volksbildung im Bezirk Neukölln von Berlin.
Als Kurt Exner (1901–1996) im Jahr 1959 zum Senator für Arbeit und Soziales berufen wurde, wurde Gerhard Lasson zum Bezirksbürgermeister von Neukölln gewählt. Dieses Amt bekleidete er bis zum Jahr 1971.
Seine letzte Ruhestätte fand Gerhard Lasson auf dem Friedhof Koppelweg im Berliner Ortsteil Britz.